# Cinemática de fluidos
La cinemática de fluidos es un término de la mecánica de fluidos, normalmente se refiere a una mera descripción matemática o especificación de un campo de flujo, separada de cualquier explicación de las fuerzas y condiciones que podrían crear realmente dicho flujo. El término fluidos incluye líquidos o gases, pero también puede referirse a materiales sólidos que se comportan con propiedades similares a las de los fluidos, incluyendo multitudes de personas o grandes cantidades de granos si estos pueden describirse aproximadamente bajo la hipótesis de continuo tal y como se utiliza en la Mecánica de medios continuos.

## Efectos inestables y convectivos
La composición del material contiene dos tipos de términos: los que implican la derivada temporal y los que implican derivadas espaciales. La parte de la derivada temporal se denomina derivada local y representa los efectos del flujo inestable. La derivada local se produce durante el flujo inestable y se convierte en cero para el flujo estable.
La parte de la derivada material representada por las derivadas espaciales se denomina derivada convectiva. Tiene en cuenta la variación de las propiedades del fluido, ya sea la velocidad o la temperatura, por ejemplo, debido al movimiento de una partícula de fluido en el espacio, donde sus valores son diferentes.

## Campo de aceleración
La aceleración de una partícula es la tasa de cambio de su velocidad en función del tiempo. Utilizando una descripción euleriana para la velocidad, el campo de velocidad {\displaystyle V=V(x,y,z,t)} y empleando la derivada material, obtenemos el campo de aceleración.